# ハプキドー
ハプキドー（합기도、英語表記はHapkido、漢字表記は合気道、合氣道）は、韓国の武道。日本の大東流合気柔術が起源だが、日本ではほとんど普及していない。別名ハッキドー、ハプキド、ハッキド。

## 概説
戦前、日本で大東流合気柔術を学んだ崔龍述（チェ・ヨンスル、Choi Yong Sul）が戦後、韓国で大韓合気柔拳術道場を開いたのが始まりとされる。韓国のハプキドーは複数の流派、団体が存在しており、ルールや練習法などが流派によって異なっている。

## 起源と創始者
※ 本節はハプキドーの起源と創始の経緯についてのハプキドー側の主張を、以下の参考資料に基づき要約したものである。

### 参考資料
- Historical Interview（創始者・崔龍述インタビュー。英語。）
- AikiNews, 77.（合気会・合気道二代目道主・植芝吉祥丸インタビュー。英語。）
- Interview with Dojunim Choi,Yong Sool
- ハプキドについて
- 大邱が発源地…新羅三郎源義光が始祖… (毎日新聞)

### ハプキドー側の主張要約
崔龍述（チェ・ヨンスル、Choi Yong Sul）（1904年-1986年）は韓国ハプキドーの創始者。関係者からは道主（Doju）（創始道主、Grandmasterとも）と呼ばれる。
1904年（明治37年）日韓併合直前の韓国忠清北道永同郡で生まれ、8歳の頃（1912年（明治45年））日本人の菓子商人モリモトに誘拐されて日本の門司にやってきた。子供のなかったモリモトはチェを養子にするつもりだったが、チェが日本人になることをいやがり、泣き喚いて抵抗したため、諦めざるを得なかった。チェはモリモトのところを飛び出して物乞いのような生活しながら大阪まで歩いて旅をした。そこで警察に補導され、僧侶ワタナベキンタロー に身柄を預けられる。
チェは日本語がうまく出来なかったため、ほかの子供たちと問題を起こし正規の教育を受けることも出来なかった。一方でチェは寺院内にあった武道や合戦の絵図に強く心魅かれる。ワタナベはそれを見て、チェが11歳（1915年（大正4年））のとき親友で高名な武術家武田惣角にあずけることにする。
チェは「ヨシダアサオ（吉田朝男）」 という日本名を与えられて秋田 にある惣角の道場兼自宅で寝食をともにする。以来終戦の年まで惣角の身の回りに仕えると同時に、大東流合気柔術の指導助手 として全国を旅することになる。1932年（昭和7年）28歳の時には師匠の代理でハワイでの演武会 に責任者としてほか4人を連れて参加した。また戦争中は軍の委託で脱走兵を捕獲する仕事 をしていた。
惣角の弟子でこれほど長く教えを受けたのは他になく、チェは3808ヶ条 ある大東流の技の全てを伝授された唯一の弟子となった。
第二次世界大戦で日本が不利になると軍はゲリラ戦の準備を始めた。高名な武術家を集め本土決戦の為の特殊部隊 を作り始めたのだ。チェはそれに志願しようとしたが、惣角はチェを簡単な外科手術のため入院させ、入隊させなかった。万が一チェが戦死すると大東流の道統が途絶えてしまうからである。チェは惣角が自分を大東流の後継者に指名したことを知った。
1945年（昭和20年）日本が降伏すると惣角は敗北を恥として、食を断って自ら命を絶つ。死の直前、惣角はチェに韓国に戻ることを命じた。もしチェが日本に残り大東流の後継者を名乗れば日本人の恨みを買い、やがて命が危ないと考えたからだった。
チェは惣角を看取ると韓国に戻り本名のチェ・ヨンスルに戻る。しかし終戦の混乱期、全財産と惣角からもらった伝書の一切を盗難によって失ってしまう。チェとその家族は大邱市で米菓を焼いて生活をすることになる。
1948年（昭和23年）チェ（44歳）は飼っていた豚に食べさせる穀物の搾りかすを買うため、大邱醸造所を訪れた。食糧難の時代、長い行列が出来ており、行列に割り込んだ割り込まない、と喧嘩が始まった。チェはそれを大東流の技であざやかに収めた。
それを見ていたのが醸造所の経営者の息子でそこの責任者だったソ・ボクソプである。柔道黒帯の腕前を持つソはチェの使った技に興味を持ち、すぐに呼び出すと醸造所の一室で試合を申込んだ。
大東流の技に感服したソはチェに入門し、韓国での最初の弟子となった。

## ハプキドーの成立と海外普及
チェの最初の門人ソ・ボクソプは同時にハプキドー最初のスポンサーでもあった。ソの父親は国会議員であり、朝鮮戦争やクーデターなどで混迷する韓国政界において身の危険を感じていた。チェとその門下生はボディーガードとして雇われることになる。同時に日本の空手から派生したテコンドーが韓国の武道としてクローズアップされつつあり、ハプキドーとしては無視できない存在になってきていた。

### 時代背景
- 1945年 解放（第二次大戦終結、日本の敗戦）
- 1948年 大韓民国及び朝鮮民主主義人民共和国成立
- 1950年-1953年 朝鮮戦争
- 1955年 テコンドー命名（日本の空手として普及していた各団体が統合、名称変更した。）
- 1960年 ベトナム戦争勃発。テコンドーは657名の師範をベトナムに派遣。四月革命李承晩ハワイへ亡命。

### ハプキドーの技術
のちにハプキドーは蹴りなどの打撃技に投げ技、関節技を組み合わせたもので日本人が思い浮かべる合気道（あいきどう）とは似ても似つかないものしか残っていない状況になった。1988年の『格闘技通信』誌の韓国取材で上段回し蹴りを腕でキャッチしてからのカーフスライサー、後ろ回し蹴りの相打ちからのカーフスライサーの演武をハプキドーの道場生が披露している。前者は取材の直後、プロレスUWFでの異種格闘技戦で前田日明がジェラルド・ゴルドーに勝利した技である。後者は同誌は、おそらく他の武術には見られない技法、としている。中段回し蹴りを腕でとらえ大内刈からの逆エビ固めも披露している。同誌は日本の合気道を「柔なる力」とするならハプキドーは「剛なる力」だとしている。総合格闘技の影響か、投げ技から寝技に移行する演武も見られる。ハプキドーは軍隊などでも指導されており、実戦を追求して日々変化している。
しかし写真などから見る限り 、崔龍述が指導していたのは日本の合気道や大東流に近い技に見える。ハプキドーをこの形にしたのは弟子の池漢載（チー・ハンチェ、Ji Han Jae）（1936年～）だといわれている。チーはアメリカなどではハプキドーの創始者として紹介されることもありGrandmasterやDoju（＝道主）と呼ばれることすらある。
チーは13歳（1949年）のときにチェの門下に入った。テコンドーや長棒術、短棒術を研究し自らの武術に加えていった。また呼吸法（瞑想法）を研究し、独自のスタイルを確立した。1958年（22歳）には自分の道場を設立し、ソウルに進出する。1962年（26歳）チーの武術は韓国の軍隊、及び大統領府のセキュリティサービスに採用され、彼自身大統領のボディガードに任命される。

### ハプキドーの名称
日本では1942年（昭和17年）、大日本武徳会が「合気道」という名称を制定する。この段階では植芝盛平はまだ大東流、あるいは植芝流、旭流などを称していた。（財）皇武会を（財）合気会に改めるのが1948年（昭和23年）で合気道（Aikido、あいきどう）を名乗るのはこのころからである。
一方チェは当初自らの武術を柔（Yawara）と称していた。次第に柔術（Yu Sul）、柔拳術（Yu Kwon Sul）、合気柔拳術（Hap Ki Yu Kwon Sul）と名乗るようになる。1958年（昭和33年）、やがて普及していくのに合気柔拳術では長すぎる、との意見から武道をあらわす「do（道）」をつけてハプキドー（Hapkido、合気道）を名乗るようになる。これには崔龍述自身が創案したという説と、弟子である池漢載が創案して師の名誉のために譲ったとの説がある。
1960年代に入って日本からの輸入規制が緩和されると、日本の武術関連の書籍が韓国に入ってきた。そのとき初めて日本に「合気道」という武道があるのを知ったという。韓国側では名前の類似を避けるため、キドー（氣道、Kido）という名称に変更する。1963年大韓キドー会（Dae Han Kido Hwe/Korea Kido Association）が設立され、チェが初代会長に就任する。しかしチーは意見の相違から脱退し、1965年大韓ハプキドー協会（Dae Han Hapkido Hyub Hwe/Korea Hapkido Association）を設立する。この頃多くの団体が分裂、誕生する。
後にそれは合同され1973年大韓民国ハプキドー協会（Dae Han Min Gook Hapkido Hyub Hwe/Korea Hapkido Association）として韓国政府の認可を受ける。結局この時点でキドーの名称は消滅しハプキドーが韓国で定着する。

### ゴールデン・ハーベストへの出演
1969年韓国とアメリカ政府との交換プログラムによって、池漢載は渡米し米軍及びニクソン大統領のボディーガード、FBIの代表に自らの武術を指導した。
米国滞在中にチーはブルース・リーと出会い交流を深める。その結果1972年から1974年にかけてブルース・リーの映画に自ら出演、あるいはアクション指導として関わることになる。この間交流のあったアクション俳優として、サモ・ハン・キンポー、ジャッキー・チェン、アンジェラ・マオなどがある。逆にチーのハプキドーの弟子であった黄仁植（ウォン・インシク、Hwang In-Shik）はこの機会に映画出演をしている。
また、アンジェラ・マオ主演の映画「Lady Kung Fu／レディー・クンフー」（邦題「女活殺拳」）の別のタイトルはそのものズバリ「合気道」（ハプキドー）である。

### 朴正煕暗殺事件
1979年10月、軍人出身の大統領朴正煕（パク・チョンヒ）が暗殺される（朴正煕暗殺事件）。犯人は大統領の腹心とされていた韓国中央情報部（KCIA）部長金載圭（キム・ジェギュ）。当時の韓国社会に激震が走った事件である。
当時、池漢載は韓国中央情報部のハプキドー教官であり、キムの直接の師匠と見られていた。そのうえキムを情報部部長に推薦した一人であった。結果、共謀の容疑でチーも一年間投獄されることになる。皮肉にもこのことがハプキドーの国際的な普及を促進することになる。
1984年、出獄後チーは渡米し、シン・ムー・ハプキドー（神武合気道）を創設する。同時に大韓ハプキドー協会（Korea Hapkido Federation）を設立。英語の略称KHFで主に国外で活動し大きな影響力を持つようになる。

### 崔龍述の願い
38度線を抱える韓国は世界情勢のあおりを直截的に受ける立場にあり、軍人出身の大統領、度重なるクーデター、市民の生活を拘束する夜間外出禁止令や徴兵制などを背景に、民族主義的国民性が形成されていった。テコンドーがオリンピック競技になるなど、武道、格闘技のブームがおこり、またそのルーツは日韓併合時代以前の李氏朝鮮にもともと備わっていたものだと考えるようになった。
ハプキドーは各派、各団体ごとにさらに分裂、統合を繰り返し、かつてチェが学んだ大東流からさらに離れていった。同時にハプキドーを元に韓氣道、國術院、花郎道といった新興武道が誕生した。それらの武道はチェを開祖と仰ぎ、新羅、高句麗にその淵源とする武術があったと吹聴した。
1982年チェは老体を押して渡米する。分裂して勢力争いを続けるハプキドー各派の統一を訴えるためである。チェが頼ったのはニューヨークのチャン・チンイルで、チェは自分の後継者と目していたがそれは果たせなかった。
1986年崔龍述死去。遺体は最初に道場を開いた大邱に埋葬される。
跡を継いで二代目道主になったのは息子のチェ・ボクヨルであったが、そのボクヨルも翌年1987年死去する。その時点で第三代道主は指名されていなかったが、2000年、弟子の金潤相（キム・ユンサン）が三代目を継承する。ユンサンはあらためてハプキユースル（合気柔術 Hapki yusul）を名乗り、活動を続けている。
（この節は英語版Choi Yongsulほかに拠りました。）

## 日本の合気道との関係
日本の合気道（あいきどう）とハプキドーは、歴史的経緯からも技術内容からも別個の武道である。ともに漢字表記は「合気道」、「合氣道」であるが、その名称を用いることになった経緯も、日本の合気道とは直接の関係はない。しかしハプキドーは欧米での普及に力を入れており、極東の歴史文化に疎い欧米の人々にとっては、混乱のもとになっている。さらには韓国側の複雑な対日感情が、その混乱に拍車を掛けているといえる。
この点を強調して、剣道（コムド）に代表されるいわゆる韓国起源説の例に挙げられることがあるが、問題が異なる。日本から普及した「剣道」を韓国固有の武道であると強弁している「コムド」に対して、そもそもハプキドーは合気道（Aikido）が普及したものではない。むしろその源流である大東流を韓国起源であるといっていることに問題の原点があるが、ハプキドーそのものはすでに大東流からも大きく変容してしまっていて、韓国の武道といった方が却ってすっきりする。すなわち日韓で別個に生まれた品物がたまたま同じ名称を冠せられて海外に輸出されたときに生じる問題であって、むしろ商標権の問題といえる。
ただし、植芝盛平の直弟子でアメリカで活動する合気道家の本間学の記述の中に、ハプキドーが米国に普及を図る過程の1980年代に、多数のハプキドー道場が植芝盛平の写真を掲げ、日本の合気道道場であるかのように偽装していた、とする証言がある。
日本ではハプキドーの存在自体ほとんど知られていない。例えばブルース・リーの「死亡遊戯」に出演した池漢載についてもほとんどの書籍では「韓国の空手家」「テコンドー家」と表現され、ハプキドーの名称は見当たらない。
ハプキドー側の記述では「兄弟子である自分を差し置き、合気道を創始したことに激怒して」とある。ただし内容はともかく手紙があったこと自体は植芝吉祥丸がインタビューの中で述べている（前述AikiNews, 77.）。
その後、明在南（ミュン・ジェナム）（池漢載の弟子で崔龍述の孫弟子にあたる）が創設した韓氣道（Hankido）が日本の（財）合気会と交流を行っていたことがあった。
また、1996年ソウル市に大韓合気道会(Korea Aikido Federation)が、尹翼岩（ユン・イクアム）（1988年から小林保雄に師事）によって設立され、演武会なども開催されている。大韓合気道会は2008年、国際合気道連盟（IAF）の正式加盟団体として証印された。